# Ceratothoa curvicauda
Ceratothoa curvicauda är en kräftdjursart som beskrevs av Nunomura 2006A. Ceratothoa curvicauda ingår i släktet Ceratothoa och familjen Cymothoidae. Inga underarter finns listade i Catalogue of Life.